# Пунин, Константин Васильевич
Константин Васильевич Пунин (1882—1954) — русский врач, терапевт, преподаватель Смоленского медицинского института, заслуженный деятель науки РСФСР.

## Биография
Константин Пунин родился 17 января 1882 года в Санкт-Петербурге. Окончил военно-медицинскую академию в 1909 году. Будучи врачом военного госпиталя, принимал участие в Первой мировой войне. В 1918—1923 годах преподавал в Киевском университете. В 1923 году основал и до самого начала Великой Отечественной войны руководил кафедрой факультетской терапии Смоленского государственного медицинского института. Был эвакуирован в Свердловск, где работал в Свердловском медицинском институте (ныне — Уральская государственная медицинская академия), занимал руководящие должности (заведующий кафедрой пропедевтики внутренних болезней, проректор по научной и учебной работе, ректор).

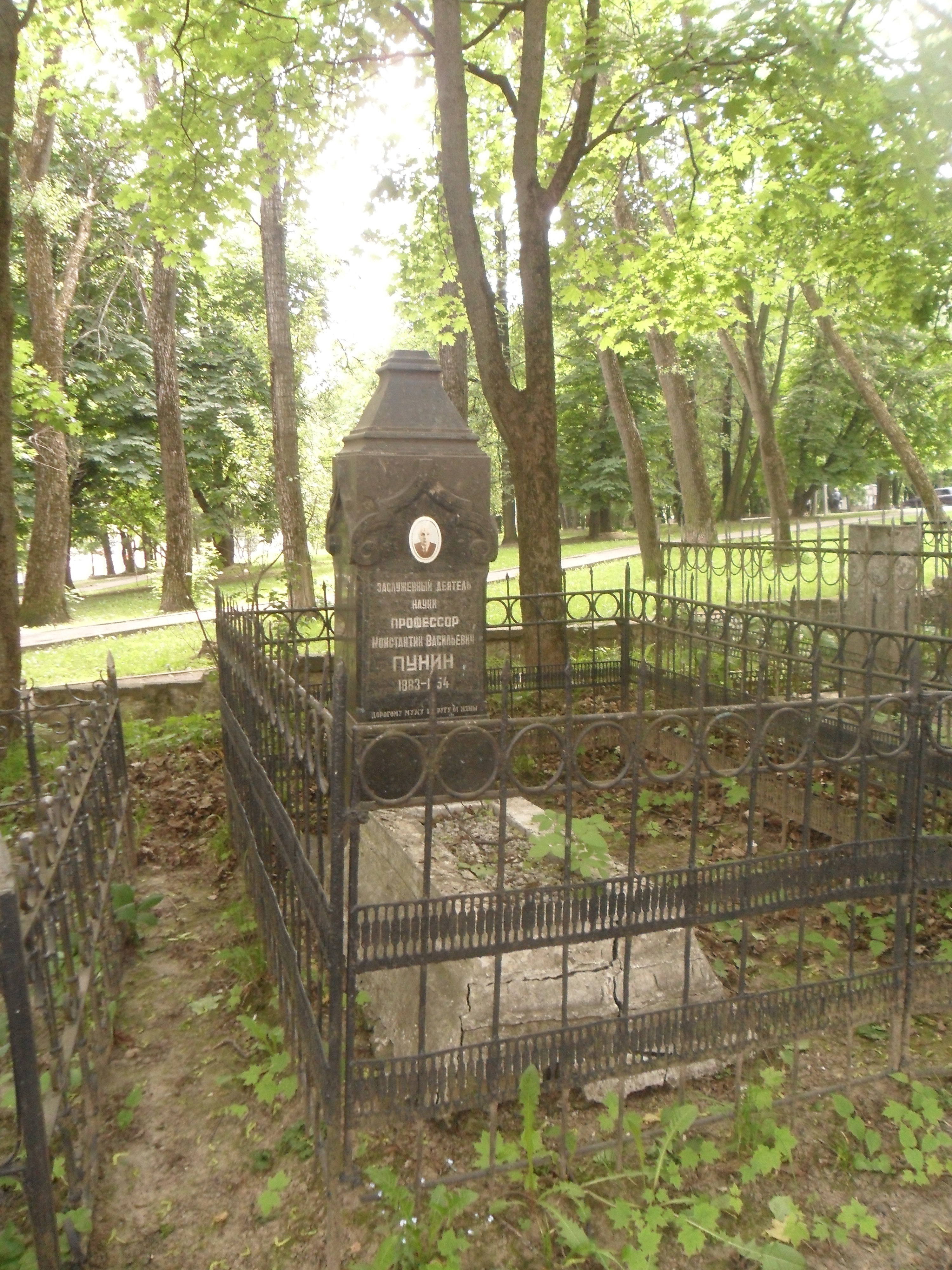
Могила Пунина на кладбище «Клинок».

В 1947 году Пунин возвращается в Смоленский медицинский институт, где вернулся к работе на кафедре факультетской терапии, которую продолжал возглавлять до самой своей смерти.
Умер 3 марта 1954 года, похоронен на кладбище «Клинок» в Смоленске.

## Научные и педагогические заслуги
- Разработка нового метода определения секреторной и эвакуаторной функции желудка.
- Обнаружение ошибки в общепринятом на тот момент методе исследования кислотно-щелочного баланса крови и создание нового метода.
- Фундаментальное исследование кислотно-щелочного баланса крови и межуточного обмена при различных заболеваниях.
- 3 монографии, несколько десятков печатных публикаций.
- Обучил ряд профессоров и доцентов, ставших впоследствии видными учёными и преподавателями[1].

## Звания
- Звание «Заслуженный деятель науки РСФСР» (1948, стал первым в Смоленской области, удостоенным этого звания[1]).
- Доктор медицинских наук.